# Cadena de suministro resiliente
La Cadena de suministro resiliente surge en el siglo XXI debido a los altos niveles de  complejidad de los mercados, la incertidumbre y la turbulencia, la Gestión de la Cadena de Suministro se ha vuelto vulnerable a diferentes tipos de riesgos. La resiliencia aparece como el campo por medio del cual estos riesgos pueden ser mitigados y gracias al cual  las empresas saldrán bien libradas de la incertidumbre y complejidad del sistema.

### Introducción
La globalización se ha convertido en uno de los factores de cambio en la forma como las organizaciones gestionan sus recursos, canales de distribución, proveedores, clientes, es decir la cadena de suministro (CS) todo con el objetivo de adaptarse al escenario mundial  del que no fungen como actores de transformación, sino como simples espectadores frente a la complejidad del entorno.  Los recursos y la forma como estos interactúan debe gestionarse, las organizaciones pueden hacer simple o compleja su estructura interna, con el objetivo de absorber la complejidad del entorno, y es en la interacción de los recursos donde juega un papel fundamental la CS , la cual, según Chase, Jacobs y Aquilano, funciona con un enfoque de sistema total para manejar todo el flujo de recursos como información, capital, material y servicios desde el proveedor y pasando por plantas productoras, almacenes y centros de distribución, hasta llegar al cliente y viceversa.
Es entonces donde se plantea cuál de todos los mecanismos o metodologías responde mejor a la complejidad del entorno, a las posibles perturbaciones del sistema y a la necesidad de enfrentar los riegos que estas conllevan. Es acá donde muchos autores han planteado el concepto de cadena de suministro resiliente. En primera medida, la resiliencia proviene del latín resilio que significa volver atrás o rebotar. Uno de los primeros espacios en el que se propone la resiliencia en las organizaciones es en el congreso internacional en Ginebra, Suiza sobre biología celular celebrado en el año 1994, donde se plantea un concepto enfocado en esta ciencia, principalmente en sistema biológicos, donde fue posible extrapolar a sistemas organizacionales ya que se define como la Habilidad para surgir de la adversidad, adaptarse, recuperarse y acceder a una vida significativa y productiva. Para Rice y Caniato, la resiliencia enfocada en cadenas de suministro logística es la habilidad para reaccionar a una perturbación inesperada y restaurar a las operaciones normales de la organización.

### Resiliencia empresarial
Los comportamientos impredecibles y cambiantes, los desastres naturales, los conflictos de trabajo, el terrorismo, todos han dado lugar a graves perturbaciones para la CS. El mercado actual se caracteriza por cortos ciclos de vida de productos, presentaciones de productos más competitivos y una volatilidad de la demanda, lo que hace que la demanda del ciclo de vida sea más incierto y difícil de predecir.
A continuación se revisaran hechos históricos, en donde grandes empresas han puesto a prueba su nivel de resiliencia y los resultados obtenidos ante eventos adversos inesperados.

#### Toyota Chrysler y Ford
Sheffi (2006) reporta claros ejemplos de ruptura de las cadenas de suministro. Después del ataque terrorista del 9/11, en los EE. UU. causó el cierre exagerado de las fronteras por el gobierno a Canadá y México obligando a Chrysler y Ford a manejar una producción de manera intermitente. La cadena de Toyota gracias a su redundancia en términos de múltiples proveedores y múltiples inventarios era más resistente (resiliente) que Chrysler y Ford.

#### Apple y Dell
Una situación análoga fue que después del terremoto de Taiwán se detuvo por un tiempo el suministro de semiconductores de ese país. También en este caso, el las cadenas de suministro de algunas compañías, como Dell, fue más resistente (resiliente) que otras empresas como Apple.

#### Philips Electronics y Nokia Esicsson
El 17 de marzo de 2000, debido a un problema de las líneas de energía de una planta de Philips Electronics, millones de obleas de silicio con chips para teléfonos móviles de Nokia y Ericsson fueron destruidas (en ese momento Philips fue el único proveedor de Nokia y Ericsson y la demanda de celulares estaba en auge). 
Ericsson a diferencia de nokia no investigó el problema, confiando en su primer y único proveedor con una pérdida que se estimó en aproximadamente 400 millones de dólares lo que consolidó a Nokia como líder del mercado de los teléfonos móviles.

### Principios de la cadena de suministro resiliente
Debido a que en la actualidad las crisis y las perturbaciones a las cuales debe enfrentarse una CSR, sin importar su campo de desarrollo, ha evolucionado debido al cambio en distintos factores. Es necesario establecer cuatro principios que guíen la resiliencia, a saber: 1) tener una buena comprensión de la cadena de suministro y aplicar prácticas de reingeniería; 2) aplicar una estrategia de base colaborativa basada en información 3) crear y mantener redes ágiles de cadenas de suministro capaces de responder rápidamente a las condiciones cambiantes y 4) introducir una cultura de gestión de riesgos en la cadena de suministro. La clara implicación es que los gerentes deben diseñar las  cadenas con la vulnerabilidad en mente con  un diseño cuidadoso, ágil operaciones, visibilidad, relaciones con clientes y proveedores, cultura, etc

#### La resiliencia comienza dentro de la organización
El surgimiento de la resiliencia en todas las organizaciones y en específico en las CS se origina desde el interior de esta, mediante la toma de decisiones a nivel de cada agente, los cuales a su vez se ven influidos por interacciones con otros agentes. Cada agente está en la capacidad de diseñar y controlar su propia red de recursos interna (intragente) al igual que definir las redes de abastecimiento y distribución (interagentes).
En este sentido Levalle y Nof establecen actividades por realizar para la construcción de la resiliencia en el marco de trabajo colaborativo local (y por tanto global), dos actividades a nivel de agente: a) conocimiento de la situación y b) negociación agente-agente; y otras dos a nivel de la red: a) diseño de equipos y b) colaboración para resiliencia.
Los gestores del diseño de la CS se verán beneficios en su labor si conocen a profundidad los procesos que en ella intervienen, tenido esto efectos positivos subyacentes (por ejemplo, reducción de costos), como consecuencia de un aumento en la resiliencia de la CS.

#### Comprender el concepto de riesgo de la CS.
El manejo de los riesgos en la CS ha tenido mejores resultado en situaciones de estudio donde las organizaciones que componen una red, implantan un modelo de esfuerzo cooperativo y, por lo tanto, un plan de contingencia mejor estructurado para enfrentar las perturbaciones. Es decir, la resiliencia de la CS es una combinación de su baja vulnerabilidad de degradación en casos de perturbación, y el tiempo mínimo dentro del cual puede ser recuperada a los niveles esperados de rendimiento.
La medición de la resiliencia en la CS establece bases importante para la toma de decisiones en aspectos logísticos, ya que, reconocida las falencia en la capacidad de la CS, será necesario priorizarlas para mitigar las perturbaciones del estado deseable de la misma.
Las vulnerabilidades en la CSR provocan efectos contraproducentes en su eficiencia, por lo cual se hace necesario establecer estrategias que permitan mitigar dichos efectos. En las organizaciones, de forma general, es posible resaltar estrategias que pueden ser clasificadas como de primer orden, entre las cuales se mencionan: estandarización de productos, unificación de costos, reducción de la incertidumbre y la postergación de inversiones.

#### La cadena es tan fuerte como su eslabón más débil.
El seguimiento de la vulnerabilidad a la cual se enfrente la CS, aprueba a los gerentes y administradores de las organizaciones a aceptar un riesgo-beneficio que brinde un futuro prometedor. Sumado a esto, la identificación de las variables de la CS y su comparación con otras que tengan relación, aportan al aumento de la resiliencia en la CS y por ende, a la identificación y fortalecimiento de los eslabones más débiles. Al diseñar la CS, es relevante tener en cuenta las características de esta, ya que influyen de manera directa en su resiliencia y, como consecuencia, repercute en la exposición a los riesgos que pueda tener.
Aunque las estrategias con respecto a la CSR no tiene gran desarrollo en las publicaciones hasta ahora realizadas, algunos autores como Roberta Pereira han enfatizado que las repercusiones de las interrupciones de la CS en los primeros eslabones de esta tienen mayor impacto negativo sobre su eficiencia, por lo cual, es clave una implementación de las estrategias que empíricamente han mostrado resultados favorables, por ejemplo, estrategias de abastecimiento.

#### Diseñar procedimientos de emergencia.
Diseñar procedimientos de emergencia de forma tal que, permita responder de manera ágil a los retos inesperados en la CS, los procedimientos de emergencia pueden estar dirigidos por las TIC.
La globalización ofrece tanto riesgos como oportunidades en el control de la variabilidad y por medio del incremento de la resiliencia como por ejemplo la diversificación de la oferta, la producción a escala acelera el aprendizaje y la tasa de salida de los productos. La visibilidad de las Tecnologías de la Información han habilitado la capacidad de estar alerta tempranamente ante problemas con soluciones descentralizadas, algunas de estas mejoras de las TI son
a)	Mejora del intercambio de información entre los gobiernos y las empresas. 
b)	Estándares  de las normas legales y reglamentarias armonizadas.
c)	La construcción de una cultura de gestión de riesgos a través de proveedores.
d)	Marcos de evaluación de riesgo común.
e)	Mejora de los sistemas de alerta.

### Medición de la resiliencia.
La medición del rendimiento de la resiliencia de la CS ha tenido varios enfoques y definiciones. Por ejemplo, es posible definir la resiliencia como el tiempo de recuperación, dependiente de la pérdida máxima.
El objetivo de la medición de la resiliencia es lograr una aproximación cuantitativa, de la CSR, en busca de ejercer un indicador para poder aumentar la capacidad de resiliencia, los Mohapatra, Adhikari  Nanda, proponen un modelo para la medición de la resiliencia a través de la relación, y ponderación de los siguientes factores determinantes:
a)	Confiabilidad del proceso.
b)	Tiempo de respuesta.
c)	Exceso de producción.
d)	Confiabilidad caótica en el suministro.
e)	Recuperación.
Es una herramienta que puede proveer un método factible para la medición de la resiliencia en una CS.
La obtención de datos relevantes para las organizaciones es esencial, ya que, siendo estas unas entradas para la CS, será necesario tomar datos correctos que permitan obtener resultados beneficiosos para el diseño de la CS. De igual manera, es forzoso contar con herramientas adecuadas para el análisis de datos, así como un pronóstico de indicadores de rendimiento que midan la resiliencia de la empresa y su CS, obtenido satisfactoriamente de distintos modelos para tal fin. Esta afirmación resulta del hecho de que los modelos no dependen de las fuentes, ni de la forma como el sistema genera los datos
Los sistemas financieros de las organizaciones, tiene repercusiones directas relacionadas con CSR, entendiendo que la resiliencia debe fortalecer los procesos de la organización (por ejemplo operacionales, logísticos y de gestión). Los efectos positivos de la resiliencia se observan en una mejora de los indicadores de costos, capital de trabajo, eficiencia, liquidez entre otros.